# Abbatiale de l'Assomption de Belleville
L'abbatiale de l'Assomption de Belleville est une église catholique située à Belleville-en-Beaujolais, en France. Elle est l'ancienne nécropole des sires de Beaujeu.

## Localisation
L'abbatiale est située dans le département français du Rhône, sur la commune de Belleville-en-Beaujolais, anciennement Belleville-sur-Saône.
L'abbatiale Notre-Dame de Belleville est l'église principale de la paroisse Saint-Augustin en Beaujolais qui regroupe les communes de Belleville, Saint-Georges-de-Reneins, Saint-Jean-d'Ardières, Taponas et Dracé.

## Historique

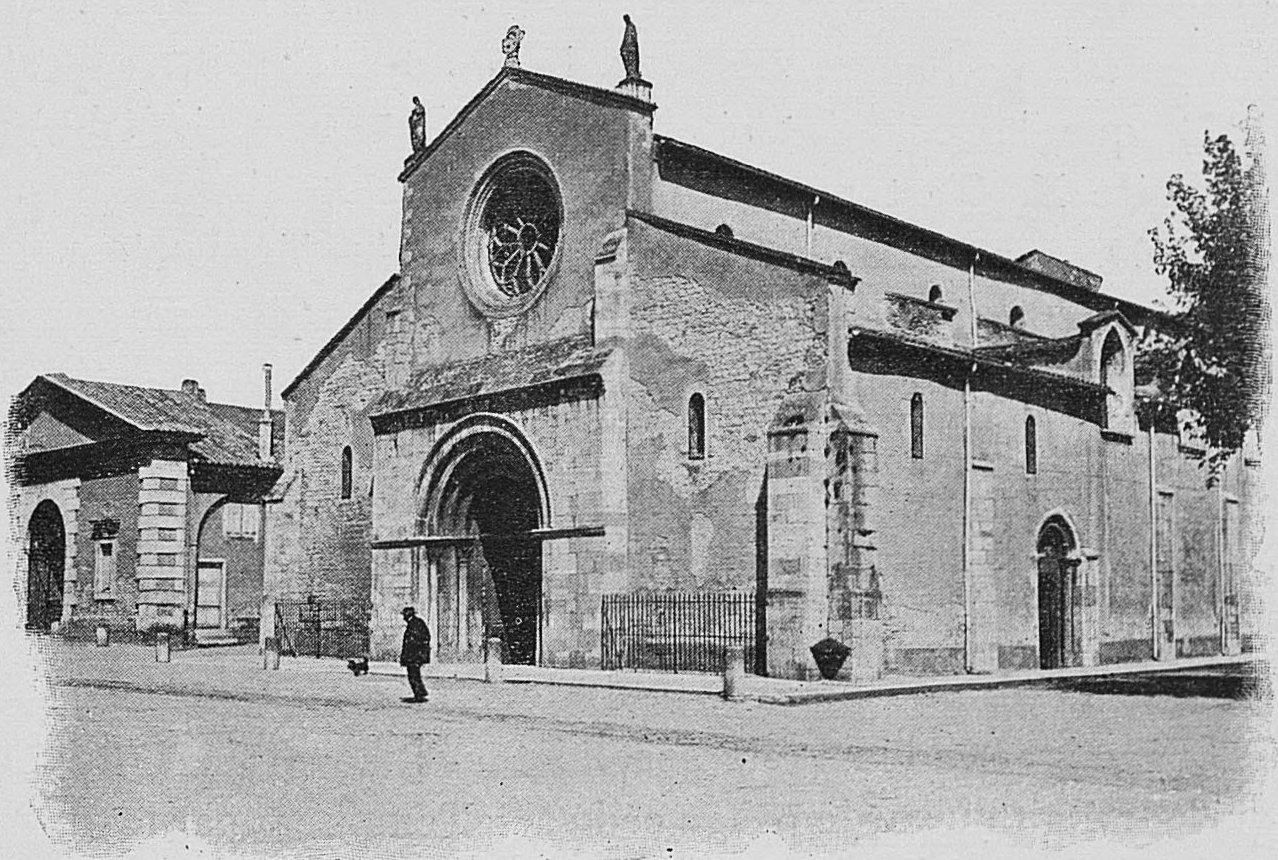
Une photo du début du XXe siècle

Témoin majeur de l'art roman dans la région, de par son architecture et ses dimensions, sa construction débute en 1168 par Humbert III, sire de Beaujeu et seigneur du Beaujolais et s'achève seulement 11 ans après, en 1179. L'église est consacré à la Vierge Marie. Il s'agit du cœur d'une abbaye de l'ordre de Saint-Augustin, détruite lors de la Révolution française. L'église Notre-Dame comprenait par ailleurs la nécropole des sires de Beaujeu.
L'édifice est classé au titre des monuments historiques en 1862.
En 2004, le chœur fut réaménagé, et différents éléments de mobilier (colonne eucharistique, croix, autel) furent créés par l'artiste Goudji, qui sut allier la pierre et le métal. Dans le même temps, l'ébéniste Jacques Brac de La Perrière dota l'église de stalles.

## Description
Les dimensions de l'édifice sont remarquables : 63 m de long et 28 m de large au niveau du transept. Son architecture extérieure présente une très grande homogénéité de style roman. Le chœur roman de l'abbatiale, orné de six pilastres, a été surélevé au XIVe siècle en style ogival. Il conserve une frise provenant des tombeaux des sires de Beaujeu. Subsistent à l'intérieur du bâtiment des peintures aux styles et couleurs médiévaux (plafonds, murs, colonnes) datant de la dernière grande restauration du XIXe siècle.

## Visite
L'abbatiale est ouverte toute l'année, tous les jours, de 9 heures à 18 heures (sauf pendant les offices religieux).